# Odontelia margiana
Odontelia margiana är en fjärilsart som beskrevs av Rudolf Püngeler 1904. Odontelia margiana ingår i släktet Odontelia och familjen nattflyn. Inga underarter finns listade i Catalogue of Life.